# 11 settembre 1683
11 settembre 1683 è un film del 2012 diretto da Renzo Martinelli, uscito nelle sale italiane l'11 aprile 2013 e liberamente ispirato a Il taumaturgo e l'imperatore di Carlo Sgorlon.
Il film ripercorre la storia della battaglia di Vienna, avvenuta appunto l'11 settembre 1683, quando l'esercito della Lega Santa respinse il tentativo ottomano di invadere la capitale austriaca e da lì il resto d'Europa, soffermandosi in particolare sul ruolo avuto dal frate Marco d'Aviano.

## Trama
Subito dopo il primo assedio di Vienna, avvenuto nel secolo precedente, diversi conflitti gettarono le basi per gli eventi dell'11 settembre 1683, noti come battaglia di Vienna. La pellicola mostra le circostanze del secondo assedio di Vienna e l'assalto dei Turchi ottomani, guidati da Kara Mustafa, contro la monarchia asburgica: l'imponente attacco venne fermato dal re Giovanni III di Polonia, che guidando personalmente la temibile cavalleria polacca riuscì a fermare l'espansione ottomana nel vecchio continente.

## Produzione
Il titolo del film è una chiara allusione agli attentati dell'11 settembre 2001, confermata anche dal regista, con l'intento di stabilire un parallelo tra i due diversi eventi di conflitto tra le due fedi cristiana e musulmana.
Il budget è stato di dieci milioni di euro, di cui 4100000 € finanziati da Rai Cinema e un milione dal Ministero per i Beni e le Attività Culturali.
Il film è stato girato tra la Polonia e la Romania. L'attore Gianni Musy è deceduto prima che il film fosse terminato e non ha potuto doppiare la propria parte; la voce gli è stata così prestata da Sergio Graziani.

## Distribuzione

### Data di uscita
Le date di uscita internazionali nel corso del 2012-2013 sono state:
- 11 settembre 2012 in Turchia;
- 12 ottobre 2012 in Polonia (Bitwa pod Wiedniem - 11 września 1683);
- 11 aprile 2013 in Italia.

## Critica
Le recensioni della pellicola sono state tendenzialmente negative. Ponendo l'accento sul fatto che gli effetti speciali grafici di 11 settembre 1683 assomigliavano a quelli di un videogioco a bassa risoluzione, il settimanale polacco Polityka ha osservato che, nonostante sia basato sugli avvenimenti e sui luoghi geografici dello scontro austriaco, il film non è strettamente storico ma è invece un dramma immaginario.
Michele Anselmi lo ha definito su Il Secolo XIX "un polpettone barboso, stiracchiato, recitato maluccio, pieno di effetti speciali (1.400 le inquadrature digitali) che lo fanno assomigliare a un cartone animato per quanto sono primitivi, poverelli, inverosimili". Alessandro Antinori ha scritto sul sito Movieplayer che il film "non riesce proprio a restituire emozioni e a risultare credibile, nei volti, nei dialoghi, nei paesaggi e nelle motivazioni, e lascia purtroppo indifferenti".
Su Onda Cinema è stata pubblicata una critica feroce al film, definito dall'autore Paolo A. D'Andrea "in bilico fra tentazioni revansciste e malcelata esterofobia", con l'aggiunta che "se il sottofondo ideologico appare quantomeno discutibile - per non dire volgare -, è tuttavia l'aspetto prettamente tecnico-artistico della pellicola a lasciare interdetti". Alessandra Levantesi Kezich lo descrive su La Stampa "piatto, poco avvincente e convincente", mentre su Il Giornale appare un commento positivo.